# UFO: Afterlight
UFO: Afterlight — компьютерная игра, третья игра компании ALTAR Interactive из серии UFO. Так же как и её предшественницы UFO: Afterlight является смесью тактического экшена и глобальной стратегии, в которой игрок управляет действиями элитного подразделения сухопутных войск и строит сеть связанных между собой баз, собирая для этого определённого рода ресурсы. События UFO: Afterlight развернутся на Марсе, где с помощью Ретикулян (англ. Reticulans) была построена человеческая колония. Издательством Cenega было заявлено, что игра UFO: Afterlight была выпущена 9 февраля 2007 года. Локализацией игры занималась фирма 1C.

## Игровой процесс

### Постройка базы
База — основной и необходимый элемент для существования человечества на Марсе. В отличие от двух предыдущих игр серии, в распоряжении игрока находится только одна база. Она состоит из нескольких модулей, некоторые из них доступны с начала игры, а другие игроку предстоит построить в процессе. Ниже приведён список модулей базы:
- Криогенный монумент

Место содержания тысяч «замороженных» представителей человечества, разморозка которых должна произойти после успешной колонизации Марса.
- Акведук

Жизнь на Марсе немыслима без воды, поэтому люди построили водопровод, пролегающий от полярной шапки планеты до базы. Являясь стратегически важной частью колонизации Марса, водопровод часто подвергается нападению врагов. В дальнейшем вместо обычной цистерны для воды можно будет построить ещё большую цистерну, увеличивающую запас воды, и, соответственно, время на починку водопровода в случае атаки. С изобретением водяного конденсатора, (возможно при достижении определённого уровня терраформинга) водопровод становится ненужным.
- Купол

Строение, в котором поддерживаются пригодные для жизни условия. Под куполом располагаются другие, более мелкие здания.
- Склад материалов

На складе материалов хранятся излишки химикатов, металла и топлива.
- Жилые помещения

Здесь обитают не занятые в данный момент сотрудники базы.
- Гараж научной экспедиции

Содержит транспорт научной экспедиции, которая производит геологическую разведку местности перед её захватом и занимается терраформированием планеты.
- Гараж технической экспедиции

Содержит транспорт технической экспедиции, которая строит шахты и радары.
- Электростанция

Вырабатывает энергию с помощью солнечных батарей. Энергия необходима для производства и исследований. Со временем игрок сможет научиться использовать марсианское ископаемое топливо в качестве источника энергии, а под конец и термоядерный синтез.
- Строительный двор

Здесь во время постройки очередного здания располагается строительный отряд.
- Университет

Место, где учёные получают дополнительное образование.
- Техникум

Место, где техники совершенствуют свои навыки.
- Тактический тренажёр

Место для обучения солдат новым техникам ведения боя.
- Капсула лечения

Сюда до выздоровления помещаются раненые на поле боя солдаты.
- Операционная

Ускоряет процесс выздоровления лежащих в капсуле лечения (даётся ближе к концу игры).
- Станция связи

Установка для обмена информации с Землёй и орбитальной базой «Лапута». Позднее может быть усовершенствована.
- Посадочная площадка НЛО

На посадочной площадке содержится летательный аппарат колонизаторов.

### Персонал
Персонал базы состоит из нескольких типов людей (а также ретикулян, марсиан и роботов): солдатов, учёных и техников. Есть и «универсальные» персонажи: солдаты-учёные, солдаты-техники, учёные-техники. Среди людей имеются как солдаты, учёные и техники, так и «универсалы», в то время как ретикуляне и марсиане могут быть солдатами, учёными или солдатами-учёными, а дроны вообще являются исключительно солдатами.
- Солдат

Принимает участие в боевых миссиях, появляющихся время от времени на стратегической карте. После успешного выполнения задания солдат получает очки опыта. При определённом количестве опыта уровень солдата повышается и игроку предоставляется возможность увеличить одну из нескольких характеристик и обучить солдата новой военной специализации (или улучшить уже имеющуюся).
- Учёный

Занимается исследованиями новых технологий, а также участвует в научных экспедициях для геологической разведки местности или постройки станции терраформирования. В процессе научной деятельности учёный накапливает очки опыта и при достижении определённого порога повышает свой научный уровень и получает очки обучения, потратив которые учёный становится специалистом в определённой области (или же повышает свою квалификацию в той области, где он уже является специалистом). Также, персонаж солдат-учёный, являющийся специалистом в области медицины, может лечить раненых на поле боя или вводить им стимуляторы с помощью медицинского прибора. Без такого персонажа выполнение миссии «Захватить врага» затруднительно, так как стандартный подход подразумевает обезвреживание цели, оказание ей первой помощи и эвакуацию в зону высадки вместе с целью.
- Техник

Работает в мастерской на производстве или участвует в технической экспедиции для постройки шахт и радаров. Накопление опыта идёт так же, как и у учёного, с той лишь разницей, что очки опыта тратятся на получение образования в технических областях. Навыки техников являются в основном производственными, хотя есть и навык пилотажа: строительная или научная машина, в которой присутствует персонаж с таким навыком, движется быстрее. Также, персонаж солдат-техник при наличии соответствующих ремкомплектов может залатать пробитые в бою скафандры или починить получившего повреждение дрона, а также обезвреживать мины.
- Роботы

В бою можно использовать боевых роботов — или «дронов», как их называют персонажи игры. В отличие от персонажей-людей, количество дронов может быть неограниченным — правда (до необходимого исследования), нельзя составлять чисто «роботизованные» отряды, нужно присутствие в отряде хотя бы одного человека. Чтобы стать боеспособным, робот должен быть оснащён башней и специальным оружием (существует множество модификаций и того, и другого). Что интересно, роботы тоже приобретают очки опыта, но, в отличие от солдат-людей, не могут осваивать навыков. Очки опыта служат для улучшения характеристик роботов (скорость движения, точность стрельбы и т. п.). Для апгрейда необходимы соответствующие модули (блок памяти, улучшенный процессор и прочее). При наличии небольших повреждений дрон производит саморемонт. Значительные повреждения требуют запчастей и ремонта на базе.
- Чужие

Помимо людей и роботов, среди персонала наличествуют и несколько ретикулиян (при союзе игрока с Повстанцами - двое, при союзе с Экспедицией - трое). Делятся на учёных, солдат, и солдат-учёных. Специализируются на использовании своих технологий — лазерного и псионного оружия. Главная их ценность заключается в том, что только ретикуляне могут пользоваться пси-оружием и пси-приборами. С помощью своего шестого пси-чувства ретикуляне легко обнаруживают спрятавшихся врагов (кроме роботов). Однако, ретикуляне довольно медлительны, обладают крайне слабой бронёй и маленьким количеством здоровья. Поэтому их лучше держать позади основной ударной группы или в укрытии (на возвышении, в здании или ущелье, вход в которые забаррикадирован бронированным роботом или надёжно охраняется огнём основной группы).
Позднее (после изучения марсианского языка) игрок может пополнить команду солдатом-марсианином. Марсиане очень подвижны, хорошо владеют оружием ближнего боя и быстро восстанавливают здоровье, но сам запас здоровья остаётся невелик.

## Оценки игры
| Сводный рейтинг | Сводный рейтинг |
| Агрегатор       | Оценка          |
| --------------- | --------------- |
| GameRankings    | 74,60 %         |